# Johannes Herrle
Johannes Herrle (* 18. Januar 1778 in Hohenaltheim; † 12. November 1860 in Meiningen) war ein deutscher Forstwissenschaftler und Jagdkundler.

## Leben

### Im Dienst der Fürsten von Oettingen-Wallerstein
Herrle wurde als Sohn des Hofjägers am Schloss Hohenaltheim geboren. Zunächst ging er bei seinem Vater in die Lehre und zog aufgrund seiner Tüchtigkeit die Aufmerksamkeit des Fürsten auf sich. Als sein Vater um 1790 starb, nahm sich der Fürst Kraft Ernst zu Oettingen-Wallerstein (1748–1802) des Jungen an. Er schickte ihn für drei Jahre ins Kloster Wallerstein, an dem Herrle seine Schulbildung erhielt. Um 1793 wurde er in die Lehre bei der fürstlichen Hofjägerei geschickt und bereits ein Jahr später erhielt er das Amt des Rechnungsführers über die Futterkosten der fürstlichen Jagdhunde. Damit verbunden war auch die Visitation der Hunde, die bei den Bauern der Umgebung untergebracht waren, weshalb er sein eigenes Reitpferd erhielt, das er auch bei den Jagden einsetzen konnte. Gleichzeitig ließ der Fürst ihm Privatunterricht in der Forst- und Jagdwissenschaft erteilen. Herrle selbst finanzierte sich Französischunterricht. Herrle stieg immer weiter im Jagdwesen auf, insbesondere seine Erfolge gegen die Wilderei ließen ihn in der Gunst des Fürsten steigen.
Herrle wurde vom Fürsten im Angesicht der heranrückenden französischen Truppen mit dem fürstlichen Schatz und Archiv und mehreren Dienern als Helfer nach Wien geschickt. Als sich auch dort die Franzosen näherten, zog er mit Archiv und Schatz weiter nach Prag und kehrte erst nach dem Friedensschluss wieder zurück. 1798 brachte er für sechs Monate den Schatz nach Ansbach. Herrle stand weiter in der Gunst des Fürsten und sollte zur weiteren Ausbildung nach Augsburg gesandt werden. Allerdings brach erneut Krieg über das Land herein und Herrle fungierte als persönlicher Frontbeobachter und Berichterstatter für den sich auf der Flucht befindenden Fürsten. Die Wirren des Krieges führten die fürstliche Familie und Herrle nach Ansbach. Schließlich wurde Herrle aus der Hofjägerei entlassen, jedoch mit finanziellen Mitteln ausgestattet, mit denen er eine weitere Ausbildung im Ausland antreten sollte.

### Forstakademie Dreißigacker und Forstdienst in Meiningen
Herrle kam 1801 an die Lehranstalt für Forst- und Jagdkunde Dreißigacker in das Herzogtum Sachsen-Meiningen, um als einer der ersten Studenten von Johann Matthäus Bechstein seine fachwissenschaftliche Ausbildung fortzuführen. Er entwickelte sich schnell zu einem der Lieblingsschüler Bechsteins und erlangte auch die Gunst des Herzogs Georg I. von Sachsen-Meiningen. Dieser wollte ihn als Lehrer an der Akademie halten. 1803 wurde Herrle im Rang eines Adjunkt als Lehrer für das Planzeichnen eingestellt. 1804 erfolgte seine Ernennung zum ordentlichen Lehrer für Planzeichnen und Feldmesskunst. Später lehrte er zudem in der Forstwissenschaft. Er war der Forstakademie sehr verbunden und lehnte Rufe auf besser dotierte Stellen 1806 nach Sachsen-Weimar und 1809 nach Ysenburg-Wächtersbach ab. 1823 erfolgte, nachdem er nach dem Tod Bechsteins an der Direktion der Akademie mitgewirkt hatte, seine Ernennung zum Forstrat mit Sitz und Stimme im Oberforstkollegium unter Beibehaltung seiner Lehrerstelle.
Herrle siedelte nach der Schließung der Akademie 1843 nach Meiningen über und widmete seine ganze Arbeitstätigkeit dem Oberforstkollegium. Er wurde zum Oberforstrat befördert und schließlich 1848 in den Ruhestand versetzt. Herrle war bis ins hohe Alter aktiv, feierte sein 50-jähriges Jubiläum im Staatsdienst, als auch als Mitglied der Schützen- und der Casinogesellschaft. Schriften hat Herrle nur wenige vorgelegt, so beispielsweise 1822 das Kapitel Wildjagd und Wildbenutzung in Bechsteins Die Forst- und Jagdwissenschaft nach allen ihren Theilen.

## Ehrungen
- 1843: Ritter des Civilverdienstordens des Herzogtums Sachsen-Meiningen
- 1846: Ritter des Herzoglich Sachsen-Ernestinischen Hausordens